# Saint-Andéol, Isère
Saint-Andéol är en kommun i departementet Isère i regionen Auvergne-Rhône-Alpes i sydöstra Frankrike. Kommunen ligger i kantonen Monestier-de-Clermont som tillhör arrondissementet Grenoble. År 2022 hade Saint-Andéol 119 invånare.

## Befolkningsutveckling
Antalet invånare i kommunen Saint-Andéol
Referens:INSEE